# سونيت 17
السونيت 17 هي واحدة من السوناتات الـ 154 التي كتبها الشاعر والكاتب الإنجليزي وليم شكسبير. وتعد السونيتة الأخيرة ضمن ما يعرفه الباحثون بـ سونيتات الإنجاب (السونيتات 1-17) التي تبدأ بها سلسلة الشاب الجميل.
في السونيتة 17، يتساءل الشاعر عن مدى صدق وصفه للشاب الجميل، معتقدًا أن الأجيال القادمة سترى هذا الوصف كنوع من المبالغة إذا لم يترك الشاب نسخة من نفسه من خلال إنجاب طفل. وكما في السونيت 130، يظهر شكسبير نوعًا من التحفظ تجاه الادعاءات الجمالية المبالغ فيها.

## الهيكل
السونيت 17 هي سونيتة إنجليزية شكسبيرية، وتتكون من ثلاثة رباعيات تليها بيتين مقفيين. وتلتزم بنمط القافية المعتاد: abab cdcd efef gg. كتبت السونيتة باستخدام الخماسي اليامبي ‏، وهو نمط يعتمد على خمس مجموعات من المواقع الضعيفة/القوية في الوزن العروضي. ويظهر البيت الرابع كمثال على وزن الخماسي اليامبي:
```
  ×    /     ×    /    ×     /    ×   /    ×    / 

Which hides your life, and shows not half your parts. (17.4) 
```

/ = ictus، موقع مقطع قوي. × = nonictus. (×) = مقطع خارج الوزن.

يظهر البيت السادس نوعين شائعين من التغيير، مقطع أنثوي إضافي في النهاية، وحركة نحو اليمين لأول مقطع قوي (والنتيجة، × × / /، تُعرف أحيانًا باسم minor ionic):
```
 ×   ×    /    /  ×    /  ×  /    ×     /(×) 

And in fresh numbers number all your graces, (17.6) 
```

يتميز البيت الثاني عشر بامتداد لفظة "stretched" إلى مقطعين لتتناسب مع الوزن العروضي:
```
 ×      /   ×   / ×  /  ×  /  ×     / 

And stretchèd metre of an antique song: (17.12) 
```

## الملخص والتحليل
يسأل الشاعر من سيصدق أبياته في المستقبل («في الزمن الآتي») إذا كانت صفات الشاب العالية («فضائل بالغة الرفعة») هي ما يملأ هذه الأبيات. يعتبر الشاعر أن أبياته غير كافية؛ وعبارة "heaven knows" قد تكون تعبيرًا عن التعجب أو جزءًا من الجملة: «رغم أنها، والسماء عارفة بما أقول، ليست إلا شيئاً كالقبر» (كلمة قبر بالإنجليزية "tomb"،وهنا يُلمح شكسبير ببراعة إلى كلمة "tome" بمعنى «كتاب كبير»). يصل شكسبير إلى القول بأن هذا «القبر» يخفي نصف جمال الشاب.
يؤكد شكسبير أن أوصافه ليست قوية بما يكفي، ولا تعطي الجمال الحقيقي للشاب حقه («لو أنني أستطيع أن أُعبِّرَ عن جمال عينيك»). مرة أخرى، لو استطاع الشاعر عد جميع فضائل الشاب بـ«أرقام جديدة»، فإن الأزمنة القادمة ستتهمه بالمبالغة. سيقول الناس في العصور اللاحقة، «هذا الشاعر يكذب؛ / لأن مثل هذه اللمسات العُلْوية لم تلمس الوجوه الأرضية». كانت «اللمسات العُلْوية» هي اللمسات الإلهية التي تهبها الميوزات على الشاعر، أو هي لمسات فرشاة الرسام أو إزميل النحات، والتي، بلمسها لوجه أرضي، تجعله مثاليًا.
كما هو الحال في السونيت 85، يستشهد شكسبير بعبارة من هجائيات هوراس: "ad unguem / factus homo" (سيرموني 1.5.32) وتعني «إنها اللمسة التي تكمل الإنسان». كانت هذه العبارة تعبيرًا يستخدمه النحاتون عند منح عملهم اللمسة الأخيرة باستخدام الأظافر ("unguem"). في زمنٍ قادم، قد يعتقد الناس أن مثل هذا الكمال الإلهي لا يمكن أن يتحقق ("ne'er")؛ وبالتالي سيرون جهود الشاعر مبالغاً فيها. إلا أن شكسبير يؤكد أن مقارناته، رغم محدودية قوتها، ليست مبالغات.
مخطوطات الشاعر ("my papers")، عندما يتغير لونها بفعل الزمن وتصبح مصفرّة قديمة ("yellowed")، قد تصبح محل سخرية ("scorn'd")، تمامًا كما يُستهزأ بـ«المسنين الذين لا تتجاوز الحقيقة أطراف ألسنتهم». الحقوق التي يستحقها الشاب حقاً ("your true rights") قد يُنظر إليها في المستقبل على أنها مجرد «غضب الشاعر»، أو تُرفض باعتبارها «وزناً مبالغاً فيه لأغنية قديمة»؛ حيث يعني «مبالغاً فيه» هنا «ممتداً» ولكنه يُستخدم فنياً لوصف الأساليب الشعرية القديمة. و«الأغنية القديمة» هي أغنية عتيقة ومشوهة ("antic"). وتنتهي السونيتة بفكرة شائعة أنه لو أنجب الشاب طفلاً، فسيبقى حيًا في الطفل وفي قصائد الشاعر.

## التفسيرات
- ريتشارد أتينبورو، ألبوم تجميعي، عندما يتحدث الحب  [لغات أخرى]‏ (إيمي للكلاسيكيات  [لغات أخرى]‏)

## قراءات إضافية
- Baldwin, T. W. (1950). On the Literary Genetics of Shakspeare's Sonnets. University of Illinois Press, Urbana.
- Hubler, Edwin (1952). The Sense of Shakespeare's Sonnets. Princeton University Press, Princeton.
- Schoenfeldt, Michael (2007). The Sonnets: The Cambridge Companion to Shakespeare's Poetry. Patrick Cheney, Cambridge University Press, Cambridge.

الطبعة الأولى؛
- شكسبير, وليم (1609). Shake-speares Sonnets: Never Before Imprinted [سونيتات شيكسبير: لم تُطبع من قبل] (بالإنجليزية). لندن: Thomas Thorpe. Retrieved 2020-04-15.
- شكسبير, وليم (1905). Lee, Sidney (ed.). Shakespeares Sonnets: Being a reproduction in facsimile of the first edition [سونيتات شيكسبير: نسخة طبق الأصل من الطبعة الأولى] (بالإنجليزية). أكسفورد: دار نشر جامعة أكسفورد. OCLC:458829162. Retrieved 2020-04-15.

طبعات مختلفة؛
- شكسبير, وليم (1916). Alden, Raymond Macdonald (ed.). The Sonnets of Shakespeare [سونيتات شيكسبير] (بالإنجليزية). بوسطن: Houghton Mifflin Company. OCLC:234756. Retrieved 2020-04-15.
- شكسبير، وليم (1944). Rollins، Hyder Edward (المحرر). A New Variorum Edition of Shakespeare: The Sonnets [2 Volumes] [طبعة فاريورم الجديدة من سونيتات شيكسبير [مجلدان]]. فيلادلفيا: ليبينكوت  [لغات أخرى]‏. OCLC:6028485.{{استشهاد بكتاب}}:  صيانة الاستشهاد: علامات ترقيم زائدة (link)

الطبعات النقدية الحديثة؛
- شكسبير، وليم (2007). Atkins، Carl D. (المحرر). Shakespeare's Sonnets: With Three Hundred Years of Commentary [سونيتات شيكسبير: مع ثلاثة قرون من التعليقات]. ماديسون: Fairleigh Dickinson University Press. ISBN:978-0-8386-4163-7. OCLC:86090499.
- شكسبير، وليم (2000) [الطبعة الأولى 1977]. Booth، Stephen (المحرر). Shakespeare's Sonnets [سونيتات شيكسبير] (ط. منقحة). نيو هافن: Yale Nota Bene. ISBN:0-300-01959-9. OCLC:2968040.
- شكسبير، وليم (2002). Burrow، Colin (المحرر). The Complete Sonnets and Poems [السونيتات والقصائد الكاملة]. The Oxford Shakespeare. أكسفورد: دار نشر جامعة أكسفورد. ISBN:978-0192819338. OCLC:48532938.
- شكسبير، وليم (2010) [الطبعة الأولى 1997]. Duncan-Jones، Katherine (المحرر). Shakespeare's Sonnets [سونيتات شيكسبير]. The Arden Shakespeare, السلسلة الثالثة (ط. منقحة). لندن: دار بلومزبري. ISBN:978-1-4080-1797-5. OCLC:755065951.
- شكسبير، وليم (1996). Evans، G. Blakemore (المحرر). The Sonnets [سونيتات شيكسبير]. The New Cambridge Shakespeare. كامبريدج: مطبعة جامعة كامبريدج. ISBN:978-0521294034. OCLC:32272082.
- شكسبير، وليم (1995) [الطبعة الأولى 1986]. Kerrigan، John (المحرر). The Sonnets ; and, A Lover's Complaint [سونيتات شيكسبير؛ و، شكوى عاشق]. New Penguin Shakespeare (ط. منقحة). دار بنجوين للنشر. ISBN:0-14-070732-8. OCLC:15018446.
- شكسبير، وليم (2006). Mowat، Barbara A.؛ Werstine، Paul (المحررون). Shakespeare's Sonnets & Poems [سونيتات وقصائد شيكسبير]. مكتبة فولجر الشكسبيرية. نيويورك: Washington Square Press. ISBN:978-0743273282. OCLC:64594469.
- شكسبير، وليم (2001). Orgel، Stephen (المحرر). The Sonnets [سونيتات شيكسبير]. The Pelican Shakespeare (ط. منقحة). نيويورك: دار بنجوين للنشر. ISBN:978-0140714531. OCLC:46683809.
- شكسبير، وليم (1997). Vendler، Helen (المحرر). The Art of Shakespeare's Sonnets [فن سونيتات شيكسبير]. كامبريدج، ماساتشوستس: دار نشر جامعة هارفارد. ISBN:0-674-63712-7. OCLC:36806589.

## روابط خارجية
- إعادة صياغة وتحليل (شكسبير-اون لاين)
- نسخة طبق الأصل من طبعة عام 1609 من السوناتة 17 الجزء 1
- نسخة طبق الأصل من طبعة عام 1609 من السوناتة 17 الجزء 2
- تحليل